# Radovan Ruždjak
Radovan Ruždjak (Zagreb, 14. srpnja 1977.) hrvatski je kazališni, televizijski i filmski glumac.

## Filmografija

### Filmske uloge
- "Kauboji" kao Ivan (2013.)
- "Lea i Darija" kao Rod Riffler (2011.)
- "Zapamtite Vukovar" (2008.)
- "Pušća Bistra" kao Štef (2005.)
- "Duga mračna noć" (2004.)
- "Nije bed" (2004.)
- "Nebo, sateliti" kao specijalac (2001.)
- "Je li jasno, prijatelju?" kao piroman #2 (2000.)
- "Loca de amor" (2000.)
- "Ništa od sataraša" (2000.)
- "Srce nije u modi" kao konobar (2000.)

### Sinkronizacija
- "Mini heroji" kao Marcus Moreno (2020.)
- "Scooby-Doo!" kao Dick Dastardly (2020.)
- "Kong: Povratak u džunglu" kao Jason Jenkins (2007.)
- "Tristan i Izolda" kao Tristan, građanin, vitez, radnik #3 i glasnik (2006.)
- "Dama i Skitnica" kao Pedro (2006.)
- "Zov divljine" kao Larry (2006.)
- "Pepeljuga" (2005.)
- "Tarzan" (2005.)
- "Pustolovine Marka i Goge" kao Marko
- "Voljeni doktor Martini" kao Alberto

## Vanjske poveznice
- Radovan Ruždjak u internetskoj bazi filmova IMDb-u (engl.)
- Stranica na Kazalište Trešnja